# Bataille de Cottonwood
Vous lisez un « article de qualité » labellisé en 2018.
Pour un article plus général, voir guerre des Nez-Percés.
Guerre des Nez-Percés
Batailles
Guerre des Nez-Percés :
- White Bird Canyon
- Camp de Looking Glass
- Cottonwood
- Clearwater
- Fort Fizzle
- Big Hole
- Camas Meadows
- Yellowstone (en)
- Canyon Creek
- Cow Creek (en)
- Bear Paw

La bataille de Cottonwood est une série d'escarmouches qui eurent lieu du 3 au 5 juillet 1877 durant la guerre des Nez-Percés entre plusieurs groupes d'Amérindiens Nez-Percés et des soldats de l'armée américaine et des civils volontaires, près de la ville actuelle de Cottonwood, dans l'Idaho.
Poursuivis par les troupes du général Oliver O. Howard après leur victoire à White Bird Canyon le 17 juin, les groupes de Nez-Percés hostiles aux Blancs traversent la rivière Salmon et tentent de rejoindre le groupe du chef Looking Glass installé au bord de la Clearwater. Pour cela, ils doivent traverser la Camas Prairie où le général Howard a demandé au capitaine Stephen G. Whipple et à ses deux compagnies de cavalerie d'établir une position défensive.
Le 3 juillet, prévenu de la proximité des Amérindiens, Whipple envoie un détachement de douze cavaliers afin de reconnaître la position des Nez-Percés mais le groupe est rapidement anéanti. Le jour suivant, les Amérindiens lancent plusieurs assauts contre les positions ennemies sans qu'aucun des deux camps ne subisse de perte. Les combats reprennent le lendemain dès l'aube, tandis que le reste des Nez-Percés entame la traversée de la prairie sans que l'armée puisse empêcher leur déplacement. Dans l'après-midi, un groupe de dix-sept civils volontaires venus prêter main-forte aux soldats est attaqué par un petit groupe de guerriers amérindiens et subit plusieurs pertes avant que les troupes ne viennent à son secours.

## Contexte

Carte décrivant les premiers engagements de la guerre des Nez-Percés.

Après sa victoire à White Bird Canyon le 17 juin 1877, le groupe de Nez-Percés hostiles aux Blancs traverse la rivière Salmon pour échapper aux troupes du général Oliver Otis Howard lancées à sa poursuite. Même accompagnés de personnes âgées, de femmes et d'enfants et encombrés de leurs tipis et de tout leur matériel, les Nez-Percés traversent les cours d'eau avec une relative facilité, ce qui n'est pas le cas des soldats américains pour qui les rivières constituent de sérieux obstacles. Le 29 juin, les Blancs tentent à leur tour de traverser mais il leur faut trois jours pour accomplir la manœuvre.
Dans le même temps, Howard a donné l'ordre au capitaine Stephen G. Whipple de capturer le chef amérindien Looking Glass installé avec son groupe au bord de la Clearwater, en se fondant sur des rumeurs indiquant qu'il constituerait une menace, bien qu'il ait depuis le début refusé de participer au conflit. Le 1er juillet, Whipple attaque le camp de Looking Glass mais échoue à capturer le chef amérindien. Furieux de la façon dont lui et son groupe ont été traités par les Blancs, Looking Glass se rallie aux autres Nez-Percés hostiles, compliquant la tâche de l'armée américaine.
De l'autre côté de la rivière Salmon, Howard se rend compte qu'il a perdu le contact avec les Amérindiens et qu'il doit désormais suivre leurs traces et deviner leurs intentions. Il pense qu'ils se sont séparés en deux groupes, l'un se dirigeant vers le sud et la vallée de la Wallowa et l'autre vers l'ouest et la rivière Snake mais en réalité, les Nez-Percés ont décidé de retraverser la rivière Salmon plus au nord, à Craig's Ferry, afin de mettre un obstacle entre eux et l'armée américaine. Conscient de cette possibilité, Howard a envoyé un courrier au capitaine Whipple, lui demandant de ramener ses troupes à Cottonwood House afin d'y établir une position défensive et d'intercepter les Nez-Percés s'ils venaient à passer par là.
Située au bord de la route reliant Lewiston à Mount Idaho, près de la ville actuelle de Cottonwood, Cottonwood House — également appelée Norton's Ranch —, est une structure qui fait à la fois office de ranch et d'auberge, que la famille Norton a abandonnée après les premiers incidents avec les Nez-Percés survenus le 13 juin 1877, lorsque trois jeunes Amérindiens ont tué quatre Blancs et en ont blessé un autre le long de la rivière Salmon. Dans la soirée du 14 juin, le propriétaire du ranch Benjamin B. Norton, sa famille et ses hôtes ont tenté de gagner Grangeville afin de s'y mettre à l'abri mais à une dizaine de kilomètres de Cottonwood, le convoi a été attaqué par un groupe de guerriers nez-percés et cinq personnes dont Benjamin B. Norton ont été tuées.
De retour à Mount Idaho le soir du 1er juillet, Whipple prend connaissance des instructions de Howard et part pour Cottonwood le lendemain matin, avec deux compagnies de cavalerie et deux mitrailleuses Gatling. Les Nez-Percés, quant à eux, ayant appris l'attaque du campement de Looking Glass, cherchent à rejoindre le groupe de ce dernier et se dirigent désormais vers l'est près de la Clearwater. Ils doivent donc traverser la Camas Prairie et passer à proximité de Cottonwood House.

## Forces en présence

### Nez-Percés
Les Nez-Percés sont environ 600, dont à peu près 150 guerriers, et conduisent avec eux leur bétail et plus de 1 500 chevaux. Avec les armes et munitions récupérées sur le champ de bataille de White Bird Canyon, ils sont relativement bien armés avec notamment des fusils Springfield Modèle 1873. Leur but à l'approche de Cottonwood est de retenir les soldats américains suffisamment longtemps afin de permettre au reste du groupe de traverser la prairie en sécurité.
Certains témoignages de Nez-Percés affirment que Looking Glass a participé à l'attaque du groupe de Rains mais Yellow Wolf assure que Looking Glass ne s'est joint à eux qu'une fois le groupe arrivé au confluent de Cottonwood Creek et de la Clearwater quatre jours plus tard.

### Américains
Les forces armées initialement dépêchées à Cottonwood sous les ordres du capitaine Stephen G. Whipple sont les compagnies E et L du 1er régiment de cavalerie qui totalisent environ 70 hommes et sont équipées de deux mitrailleuses Gatling. Elles sont rejointes le 4 juillet par la compagnie F menée par le capitaine David Perry avec un convoi de ravitaillement destiné au général Oliver O. Howard. Les troupes comptent alors 113 hommes et 7 officiers, auxquels s'ajoutent les convoyeurs et plusieurs citoyens volontaires venus de Grangeville,. Les dix-sept volontaires de Mount Idaho qui tentent de rejoindre Cottonwood le 5 juillet sont armés de fusils Winchester et Henry efficaces qui leur donnent un certain avantage face aux Amérindiens.

## Bataille

Carte de la bataille de Cottonwood.

### Anéantissement du détachement de Rains
Le matin du 3 juillet, le capitaine Whipple envoie deux éclaireurs civils, William Foster et Charles Blewett, en direction de Craig's Ferry afin d'y chercher des signes de la présence des Amérindiens. À une quinzaine de kilomètres de Cottonwood, ils tombent sur des éclaireurs nez-percés et échangent quelques coups de feu avant de repartir en hâte pour donner l'alerte. Durant leur retraite, Blewett se retrouve désarçonné et se réfugie dans des broussailles tandis que Foster, trop éloigné pour lui porter secours, poursuit à bride abattue vers Cottonwood pour chercher de l'aide.

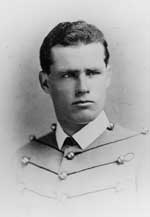
Le second lieutenant Sevier M. Rains en 1876.

Après que Foster l'a informé de la situation, Whipple donne l'ordre à ses hommes de se mettre en selle pour tenter de retrouver Blewett et lui porter assistance, ignorant qu'il a finalement été tué dans l'intervalle. Il demande au second lieutenant Sevier McClellan Rains de former un groupe d'avant-garde et de partir reconnaître la position des Nez-Percés, le mettant en garde de « ne pas précéder le commandement de trop loin, de rester en terrain élevé, et de venir rendre compte au premier signe des Indiens,. » Le groupe de Rains, composé de dix volontaires — cinq de la compagnie E et cinq de la compagnie L — et accompagné par Foster, se met en route à 18 heures, suivi cinq minutes plus tard par le reste de la troupe — environ 70 hommes — conduit par Whipple,.
Dans le même temps, les guerriers nez-percés menés par Pahkatos Owyeen et Wahchumyus se sont rapprochés des positions ennemies et se préparent au combat. Alors qu'ils avancent vers Cottonwood, ils aperçoivent le détachement de Rains et décident de lui donner la chasse. À la vue des Amérindiens, les hommes de Rains tentent de fuir mais six d'entre eux sont tués rapidement. Les six hommes restants galopent vers une colline où ils mettent pied à terre et s'abritent derrière des rochers. Non loin de là se trouve Tipyahlanah Kapskaps, un guetteur nez-percé surveillant la route afin d'intercepter d'éventuels courriers. Il se montre aux soldats afin de focaliser les tirs sur lui, tandis que les autres guerriers nez-percés, hors de la vue de leurs ennemis, contournent la colline et mettent pied à terre. Pendant que plusieurs Amérindiens gardent les chevaux, les autres rampent en direction des soldats et finissent par tous les tuer.
Après les premiers coups de feu, les hommes de Whipple se sont lancés au galop à la suite du groupe de Rains et se sont arrêtés à environ 800 m de là, ne pouvant voir ce qu'il se passe à cause du relief,. Après que les tirs ont cessé, ils reprennent leur avancée, en formation de tirailleur cette fois, jusqu'à ce qu'ils aperçoivent devant eux une centaine de guerriers bien positionnés qui leur envoient quelques tirs épars. Positionnées à environ 900 mètres l'une de l'autre, les deux parties échangent des coups de feu pendant près de deux heures jusqu'à ce que Whipple, craignant qu'il n'y ait plus rien à faire pour Rains et ses hommes, voyant la nuit tomber et se trouvant en infériorité numérique, donne l'ordre de se retirer à Cottonwood,.

### Attaque deCottonwood House

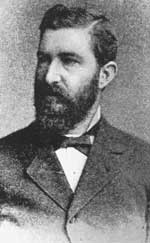
Le capitaine David Perry.

Dans la nuit du 3 au 4 juillet, Whipple est prévenu de l'arrivée imminente à Cottonwood du capitaine David Perry avec un convoi de 75 mules chargées de provisions et de munitions en provenance de Fort Lapwai. Seuls 29 hommes de la compagnie F escortent le convoi et Whipple craint qu'il se fasse surprendre par les Amérindiens. Il envoie alors deux hommes à sa rencontre mais ils se perdent et finissent par rentrer, sans l'avoir trouvé. Le lendemain à l'aube, Whipple va avec l'ensemble de ses forces au-devant de Perry, qu'il retrouve à une douzaine de kilomètres de Cottonwood, après avoir découvert en chemin les restes du détachement de Rains.
De retour à Cottonwood House — qui a été renommé Camp Rains —, Perry prend le commandement des troupes qui totalisent désormais 113 hommes. Les soldats travaillent alors à améliorer leurs défenses. Située dans une vallée ouverte à l'extrémité ouest de la Camas Prairie, Cottonwood House occupe une position relativement forte, bordée au nord par Cottonwood Creek et au sud-ouest par une sorte de plateau tandis que s'élève au sud-est une colline imposante qui offre une vue sur tous les alentours,. Sur ces reliefs, des trous de tirailleurs sont creusés, dont l'un est couvert par une mitrailleuse Gatling, et une barricade est érigée à proximité des bâtiments,.

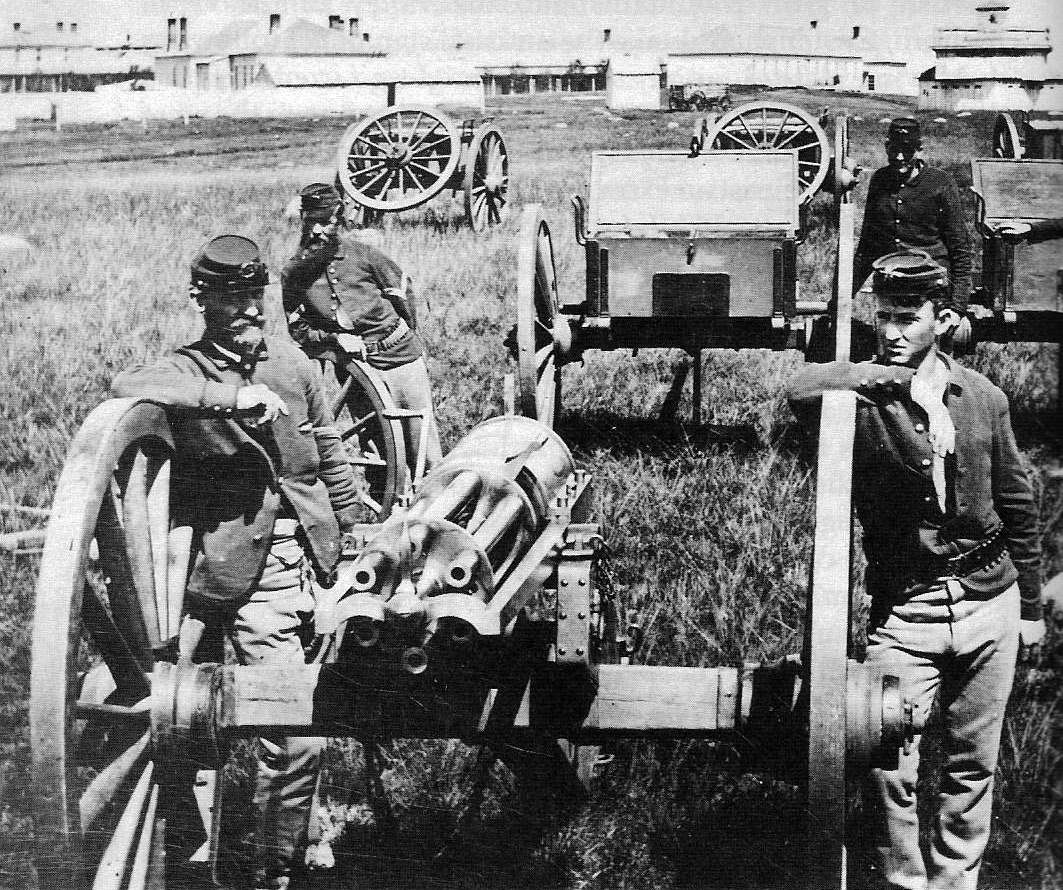
Une mitrailleuse Gatling opérée par des soldats de l'armée américaine en 1877.

Entre 13 et 14 heures l'après-midi du 4 juillet, les guerriers nez-percés arrivent en force et encerclent le ranch, tout en prenant soin de garder leurs distances. Perry dépêche alors 28 hommes de la compagnie F dans les trous de tirailleurs les plus au sud tandis que 10 hommes des compagnies E et L prennent position dans ceux de l'ouest où le lieutenant Forse commande une mitrailleuse Gatling. À plusieurs reprises, les guerriers tentent de prendre d'assaut les positions ennemies mais sont à chaque fois repoussés. Au cours de leurs assauts, les Nez-Percés laissent suffisamment d'espace entre eux, réduisant ainsi l'efficacité des mitrailleuses Gatling. Les échanges de tirs se poursuivent pendant plusieurs heures, jusqu'à ce que les Nez-Percés se retirent vers 21 heures. Au cours de cette journée, aucun des deux camps n'a subi de pertes.
Durant la nuit, les soldats renforcent encore leurs positions et se déploient sur les hauteurs. Les combats reprennent vers 9 heures le matin du 5 juillet lorsque des guerriers nez-percés approchent et échangent quelques tirs sporadiques avec les soldats. Pendant que les Blancs sont aux prises avec les guerriers, les non-combattants entament la traversée de la Camas Prairie en direction de la rivière Clearwater sans que l'armée puisse les en empêcher.

### Attaque du groupe de Randall
Un peu plus tard dans la matinée, deux courriers revenant de mission sont pris en chasse par une demi-douzaine de Nez-Percés à quelques kilomètres de Cottonwood mais ils parviennent à rejoindre le camp sains et saufs. Les deux hommes informent leurs supérieurs qu'un petit groupe de civils volontaires venant de Mount Idaho a été attaqué alors qu'il venait apporter son soutien aux troupes stationnées à Cottonwood.
À Mount Idaho, des rumeurs affirmaient depuis plusieurs jours que les Nez-Percés avaient retraversé la rivière Salmon et se dirigeaient vers la Clearwater, où ils pourraient se joindre au groupe de Looking Glass. Ce matin du 5 juillet, Darius B. Randall, un vétéran de la guerre de Sécession élu capitaine des volontaires de Mount Idaho, demande à l'un de ses lieutenants, Lew Wilmot, de prendre dix hommes avec lui pour tenter de situer les Amérindiens. À peine sont-ils partis qu'ils apprennent l'anéantissement du détachement de Rains et l'attaque de Cottonwood House. Ils préviennent alors Randall qui décide de rassembler des hommes pour porter assistance aux soldats postés à Cottonwood.

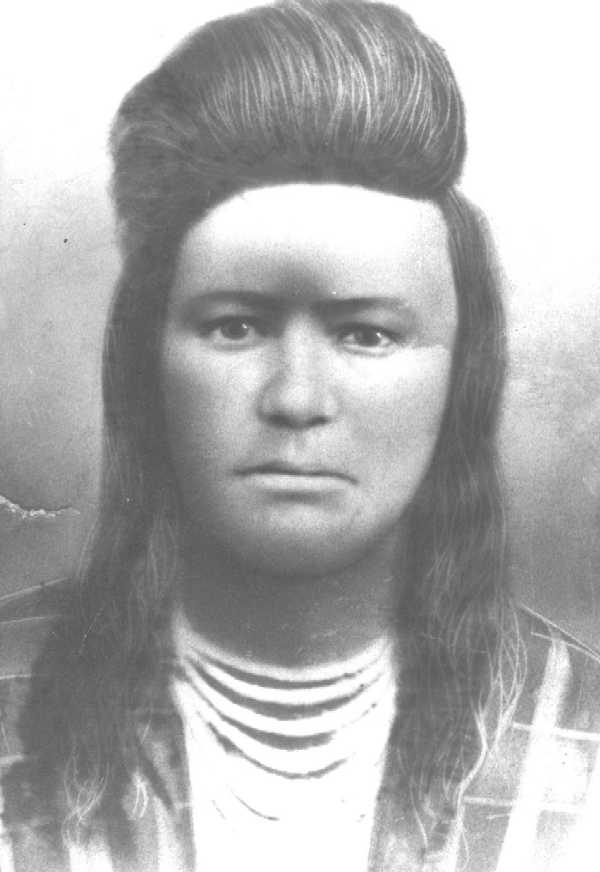
Ollokot, jeune frère de Chef Joseph, participe à l'attaque du groupe de Randall.

Dix-sept volontaires se mettent en route et à cinq ou six kilomètres de leur destination, ils aperçoivent l'imposante caravane des Nez-Percés en train de gagner la prairie. Considérant qu'il serait imprudent de poursuivre, Lew Wilmot propose au reste du groupe de se retirer tant qu'il en est encore temps mais Randall lui répond : « Lew, si tu veux faire demi-tour, tu peux partir. Moi et le reste des gars sommes partis pour Cottonwood et nous y allons,. » Alors qu'ils font désormais face à une ligne de guerriers amérindiens déployée en travers de leur route, Randall décide de charger. À leur approche, les Nez-Percés s'écartent et les laissent passer avant de se lancer à leur poursuite. Rapidement, le cheval d'un des volontaires est abattu puis c'est au tour de Randall de perdre sa monture. Il demande alors à ses hommes de mettre pied à terre pour affronter les Amérindiens. Alors que Randall et cinq autres volontaires se trouvent dans une petite cuvette, plusieurs hommes prennent position sur une légère hauteur adjacente et ripostent aux tirs des Nez-Percés.
Depuis leurs positions à Camp Rains, les soldats suivent le déroulement du combat mais Perry, considérant qu'il est déjà trop tard pour leur être d'aucun secours et craignant de tomber dans une embuscade, hésite à envoyer ses hommes. Dans les rangs, des protestations se font entendre et des tensions apparaissent entre Perry et ses subordonnés. Après une vingtaine de minutes passées sans qu'aucune décision ne soit prise, George Shearer et Paul Guiterman, deux autres citoyens volontaires présents à Camp Rains jugeant « [honteux et outrageant] de laisser là ces hommes mourir sans rien tenter qui puisse les sauver, », enfourchent leurs chevaux et partent rejoindre le groupe de Randall. Près d'une heure plus tard et après que le sergent Bernard Simpson a menacé de conduire une escouade sous son propre chef, Perry se décide finalement à envoyer une équipe de secours menée par les capitaines Whipple et Winters et composée d'environ soixante hommes et d'une mitrailleuse Gatling. À leur approche, les Nez-Percés décident de rompre le combat avant même que les soldats puissent tirer un seul coup de feu.
Au cours de l'affrontement, Randall et un autre volontaire ont été tués et trois autres blessés, dont l'un meurt de ses blessures dans la soirée. Un guerrier nez-percé, Weësculatat, a également été mortellement blessé, ce qui fait de lui le premier guerrier à mourir au combat durant ce conflit.

## Bilan et suites
Les actions menées par les combattants nez-percés durant ces trois jours ont permis au reste du groupe et au bétail de traverser la Camas Prairie sans encombre. Deux jours plus tard, ils atteignent la Clearwater où ils installent leur campement et vers le 7 juillet, ils sont rejoints par le groupe de Looking Glass, portant leur effectif à environ 740 hommes, femmes et enfants.
Dans la soirée du 5 juillet, deux unités de citoyens volontaires de Lewiston et de Dayton menées par les capitaines McConville et Hunter arrivent à Cottonwood. Ces unités se trouvaient avec le général Oliver O. Howard de l'autre côté de la Salmon mais ce dernier les a envoyées en renfort immédiatement après avoir appris l'anéantissement de Rains et ses hommes par les Nez-Percés. Le jour suivant, les volontaires partent pour Mount Idaho, transportant avec eux les morts et les blessés de l'affrontement de la veille tandis que les soldats enterrent les corps des hommes du détachement de Rains près de l'endroit où ils ont été tués et dépouillés de leurs armes et de leurs vêtements par les Nez-Percés. Le corps de Rains est ramené à Cottonwood House où il est enterré avec les honneurs militaires le lendemain. Le corps de Blewett n'a quant à lui été retrouvé que le 23 août.
Howard et ses hommes, qui n'ont pu franchir la rivière Salmon à Craig's Ferry, sont contraints de rebrousser chemin et ce n'est que trois jours plus tard qu'ils arrivent à la confluence de White Bird Creek et de la rivière Salmon, là où ils ont traversé une semaine auparavant. Dès que les compagnies H et I du 21e régiment d'infanterie ont traversé, Howard les prend comme escorte et poursuit jusqu'à Grangeville qu'il atteint le 8 juillet en soirée, laissant le reste des troupes le rejoindre dans les jours qui suivent.
Les troupes sous le commandement de Perry partent de Cottonwood le 8 juillet et retrouvent Howard à Grangeville vers minuit. Ce même jour, les volontaires de Mount Idaho, Lewiston et Dayton se réorganisent en un unique bataillon et élisent McConville comme colonel, puis partent vers le nord à la poursuite des Nez-Percés hostiles, ce qui conduira à la bataille de la Clearwater quelques jours plus tard.

### Critiques du commandement
Rapidement après la bataille, Perry, et dans une moindre mesure Whipple, font l'objet de vives critiques de la part de la population locale, et notamment des volontaires qui accusent Perry de couardise. Le général Howard est également la cible de remarques sarcastiques, notamment dans la presse locale, pour ses échecs répétés et son incapacité à apporter au conflit un dénouement rapide,. À cause de critiques persistantes, Perry sollicite une commission d'enquête qui juge sa conduite acceptable au vu de la situation et estime qu'en refusant de mettre en danger le ravitaillement pour Howard à Cottonwood, il a agi avec prudence et discernement, ayant déjà subi une sévère défaite quelques jours plus tôt à White Bird Canyon.

### Légendes autour du groupe de Randall
Après l'affrontement, des récits exagérés du combat mené par les « Brave Seventeen » (les « dix-sept braves »), comme ils ont été surnommés, commencent à fleurir dans la presse locale. Il est ainsi rapporté que les volontaires ont tiré plus de soixante coups chacun et tué ou blessé entre 25 et 30 Amérindiens, et que Randall, bien que mortellement blessé, a continué à tirer jusque dans les cinq dernières minutes avant sa mort.
Il est également dit qu'au cours de cet affrontement, les Amérindiens se trouvaient en très grand nombre, appelés par des signaux de fumée visibles à une trentaine de kilomètres de là ; cependant, aucun Nez-Percé interrogé ultérieurement n'y fait allusion. Yellow Wolf parle d'« un petit groupe de jeunes guerriers » et Lahpeeahloot, l'un des participants à ce combat, précise qu'ils ne devaient pas être plus de douze ou quatorze guerriers.

## Lieux de mémoire

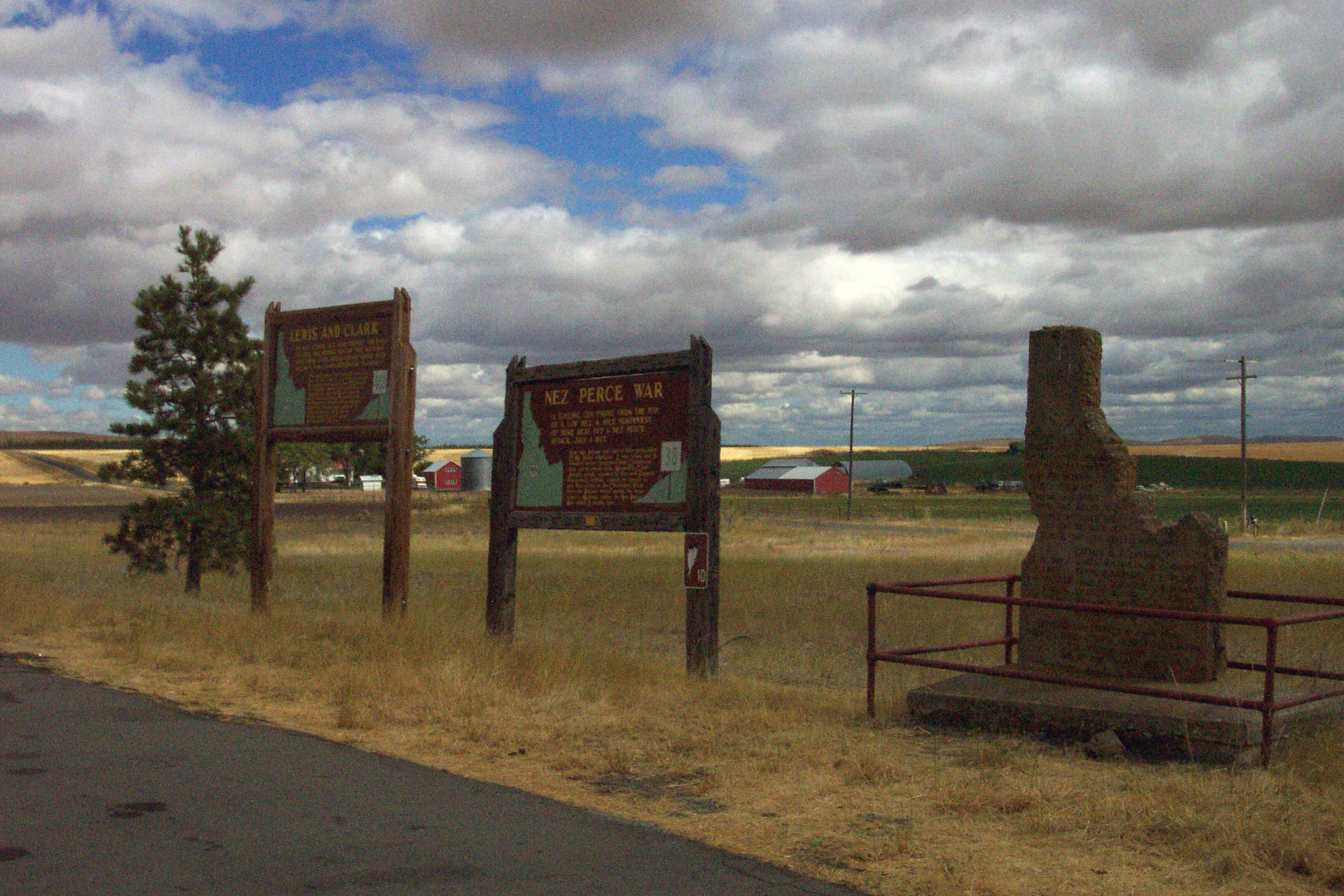
Panneaux historiques et monument en hommage aux volontaires de Mount Idaho au bord de l'U.S. Route 95.

Les restes du lieutenant Rains et de ses hommes ont été ramenés à Fort Lapwai en juin 1878, avant d'être finalement transférés au cimetière de Fort Walla Walla où un monument a été érigé en leur mémoire. Un monument a également été dressé dans les années 1880 à l'emplacement de la tombe de Foster, située au bord de la route menant à Cottonwood Butte, à l'ouest de Cottonwood. Un autre monument a été érigé le 5 juillet 1931 en hommage aux dix-sept volontaires du groupe de Randall. En forme de l'État de l'Idaho, il est situé au bord de l'U.S. Route 95, à quelques kilomètres au sud-est de Cottonwood.